# 보마주

보마 주의 위치

보마주(영어: Boma State)는 남수단 동부 상나일 지방에 위치한 주로 주도는 피보르이며 면적은 41,265.1km2, 인구는 253,270명(2014년 기준)이다.
2015년에 실시된 행정 구역 개편에 따라 종글레이 주에서 분리되어 신설되었다. 남쪽으로는 나모루냥 주, 남서쪽으로는 이마통 주, 서쪽으로는 종글레이 주, 북쪽으로는 동비에 주와 접하며 동쪽으로는 에티오피아와 국경을 접한다. 2개 군을 관할한다.